# André Bikey
André Stéphane Bikey-Amougou (* 8. Januar 1985 in Douala) ist ein ehemaliger kamerunischer Fußballspieler.

## Vereinskarriere
Bikey begann seine Profikarriere beim spanischen Klub Espanyol Barcelona, konnte sich dort aber nicht durchsetzen und blieb ohne Pflichtspieleinsatz für die erste Mannschaft. 2005 wechselte er zum russischen Klub Schinnik Jaroslawl, wo alsbald der nationale Spitzenverein Lokomotive Moskau auf ihn aufmerksam wurde und ihn zum 1. Juli 2005 unter Vertrag nahm.
Auch beim russischen Hauptstadtklub konnte sich Bikey nicht endgültig durchsetzen, und so absolvierte er – nachdem er in der russischen Liga durch gegnerische Fans häufig rassistischen Beleidigungen ausgesetzt war – beim englischen Verein FC Reading 2006 ein Probetraining während der Saisonvorbereitung in Schweden. Dort überzeugte er den Cheftrainer Steve Coppell, obwohl Bikey im letzten Vorbereitungsspiel gegen Örgryte IS nach einem Kopfstoß gegen seinen Gegenspieler die rote Karte sah. Reading vereinbarte daraufhin mit Lokomotive Moskau den Spieler für ein Jahr auszuleihen mit einer Option, den Spieler zum Ende der Leihfrist zu kaufen.
Bikey äußerte im Februar 2007 den Wunsch nach einer weitergehenden Verpflichtung, dieser wurde ihm im April erfüllt und Reading vermeldete die Unterzeichnung eines Drei-Jahres-Vertrags. An Moskau musste dafür eine Ablösesumme von einer Million Pfund bezahlt werden.
Sein erstes Ligator für Reading gelang Bikey im August 2007 bei der 1:2-Heimniederlage gegen den FC Chelsea.

## Nationalmannschaftskarriere
Bikey repräsentiert Kamerun auf internationaler Ebene. Er absolvierte bei der Afrikameisterschaft 2006 drei Partien, in welchen er von Reading entdeckt wurde, und stand auch 2008 im Aufgebot der Unzähmbaren Löwen. Seinen einzigen Treffer im Trikot der Nationalmannschaft erzielte Bikey am 8. Juni 2008 beim 3:0-Auswärtssieg gegen Mauritius in der Qualifikation zur WM 2010 in Südafrika.